# Primera División de la L.P.F.A. 1942
El torneo de primera división del año 1941, a partir entonces llamado también Primera de Honor, organizado por la entonces La Paz Football Association (LPFA) se llevó a cabo entre abril y agosto de ese año. El ganador de este campeonato fue el club Bolívar ganando de esta manera su sexto campeonato en la era amateur del fútbol paceño y cuarto de manera consecutiva. Cabe destacar que luego de concluido este campeonato
se inició un campeonato rápido a semejanza de la gestión anterior, llamado Campeonato de Honor, con la participación de todos los equipos de primera división y organizado por la LPFA, siendo ganador del mismo también el club Bolívar, sin embargo este campeonato no forma parte de la lista oficial de campeonatos de la primera división. 

## Formato y desarrollo
Ya en marzo de 1942 el consejo directivo de la LPFA en vista de no repetir los errores de la anterior gestión aprueba el inicio del campeonato de 1942 para el primer domingo de abril siguiendo el formato con el cual se llevó a cabo el torneo de primera división la gestión 1941. Se jugaría de manera idéntica, en una sola serie en dos ruedas (es decir todos los equipos jugarían en un "todos contra todos" donde los partidos de ida serían la primera rueda y los de vuelta la segunda rueda). Se consagraría a un campeón y vicecampeón por cada rueda según los puntos acumulados, y se llevaría a cabo un partido definitorio entre los campeones de la primera y segunda rueda para definir al campeón absoluto de 1942. Se jugarían solo los domingos (dos partidos) y días feriados hasta concluir todo el rol sorteado previamente. 
A solicitud del club The Strongest se postergó la iniciación para el domingo 12 de abril con los partidos Alianza - Always Ready y Atlético La Paz - Ferroviario. La primera rueda se iba realizando sin mayores inconvenientes, sin embargo las fechas internacionales que se iban presentando esporádicamente fueron la causa de que la primera rueda se vaya prolongando más allá de junio, y en vista de que habría más compromisos de índole internacional, en reunión el 4 de julio, el consejo directivo toma la decisión de catalogar a la Primera Rueda del campeonato como el torneo definitivo y el ganador de este como campeón absoluto de 1942 en cuanto se concluya el mismo. Sin embargo para mala fortuna de los ligueros varios partidos internacionales no se concretaron y el campeonato terminó rápidamente, oficialmente el 9 de agosto con el partido Bolívar - Northen. Hubo la necesidad de un partido definitorio por el segundo lugar que se verificó el 16 de agosto, con lo que el año de la primera división ya había terminado. Dada esta eventualidad la Liga decidió no seguir la segunda rueda y más bien realizar un campeonato relámpago como en la anterior gestión, que llamó Campeonato de Honor (en función al nombre oficial que ostentaba en ese momento la primera división). Este campeonato se haría en dos series tal cual se jugó el campeonato oficial de 1941, se inició el 2 de septiembre y concluyó el 16 de diciembre. Pero este campeonato no cuenta como oficial en los registros de la LFPA. Recordar además que al ganador de los partidos se le otorgaba dos puntos y por empatar se repartían un punto a ambos equipos. 

### Equipos participantes
Participaron los siguientes equipos: 
Alianza - Always Ready - Atlético La Paz - Ayacucho
Bolívar - Ferroviario - Northen - The Strongest
Todos los partidos se jugaron en el estadio La Paz.

## Tabla de Posiciones (final)
| Pos | Equipo           | Pts | PJ | G | E | P | GF | GC | Dif |
| --- | ---------------- | --- | -- | - | - | - | -- | -- | --- |
| 1º  | Bolívar (G)      | 11  | 7  | 5 | 1 | 1 | 32 | 11 | 21  |
| 2º  | The Strongest    | 10  | 7  | 5 | 0 | 2 | 22 | 10 | 12  |
| 3º  | Ferroviario      | 10  | 7  | 3 | 4 | 0 | 17 | 10 | 7   |
| 4º  | Always Ready     | 8   | 7  | 3 | 2 | 2 | 15 | 18 | -2  |
| 5º  | Atlético La Paz  | 6   | 7  | 1 | 4 | 2 | 11 | 20 | -9  |
| 6º  | Northern         | 5   | 7  | 2 | 1 | 4 | 12 | 15 | -3  |
| 7º  | Atlético Alianza | 4   | 7  | 1 | 2 | 4 | 14 | 29 | -15 |
| 8º  | Ayacucho         | 2   | 7  | 0 | 2 | 5 | 10 | 27 | -17 |

|  |                                              |
|  | Ganador de la rueda y campeón de la gestión. |

## Campeón
Bolívar tras ganar el campeonato en la única rueda se consagró de manera automática como campeón de la Primera División de la La Paz Football Association de 1942, obteniendo de esta manera su 6° título en esta división y también 6° en la era Amateur del fútbol paceño y cuarto de manera consecutiva. 
|                                                     |
| Primera División de la LPFA 1942 Bolívar 6.o título |